# コネクレーンズ
コネクレーンズ (芬: Konecranes Oyj) は、フィンランド・ヒュヴィンカーに本拠を置き、天井クレーンをはじめとする産業用クレーンおよび関連する荷役機械の製造・販売を行う多国籍企業。ナスダック・ヘルシンキ上場企業（Nasdaq Nordic KCR1V）。

## 沿革
フィンランドの機械メーカーであるコネは、1930年代から電動式天井クレーンの製造に着手し、1950年代には港湾クレーンの製造を開始、1980年代にアメリカ合衆国・オハイオ州に拠点を設け、クレーン事業はコネ社内で長らく重きをなした。1994年2月、コネ社はエレベータ事業に注力する方針のもとクレーン事業の分割を決定、4月に新会社KCIコネクレーンズ（KCI Konecranes）が発足した。発足当初、イギリスの投資ファンドIK Partnersが株式を保有していたが、1996年3月、同社は保有株式を売却し、KCIコネクレーンズは株式上場企業となった。
1997年にドイツの同業MAN SWF Krantechnikを買収、2004年にはスウェーデンのSMV Liftrucks ABを買収したことで、フォークリフトやリーチスタッカーなどの荷役自動車を製品ラインナップに加えた。2006年に現社名に変更した。
日本の機械メーカーのキトーと2010年に提携関係となり同社に出資していたが、2016年に資本関係を解消している。
2020年10月、荷役機器を製造するカーゴテックとの合併計画が発表されたが、2022年3月にイギリスの規制当局が競争を阻害するとして阻止する方針を発表し、合併は中止された。
売上としては、EMEAが5割弱、南北アメリカが4割弱、アジア太平洋地域が1割強となっている。

## 日本法人
日本法人「コネクレーンズ株式会社」は1999年に設立され、現在は東京（蒲田）に本社オフィス、名古屋市、大阪市、福岡市にサービス事務所を持つ。